# John Martin
John Martin (ur. 19 lipca 1789 w Haydon Bridge pod Hexham w hrabstwie Northumberland, zm. 17 lutego 1854 na wyspie Man) – brytyjski malarz i grawer. Twórca romantycznych pejzaży i monumentalnych, inspirowanych Biblią obrazów o apokaliptycznej tematyce.

## Życiorys

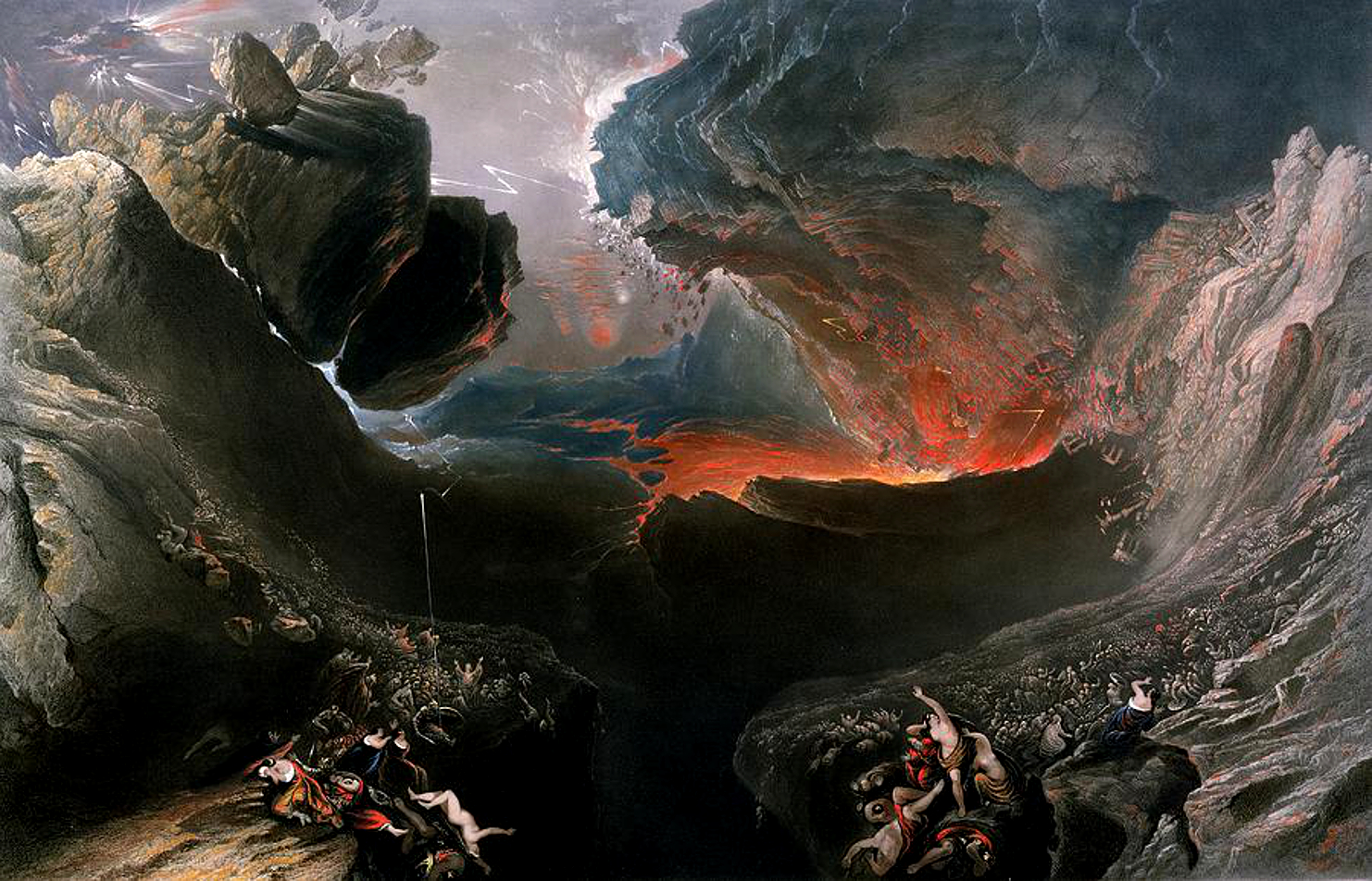
Dzień gniewu Pańskiego, 1853

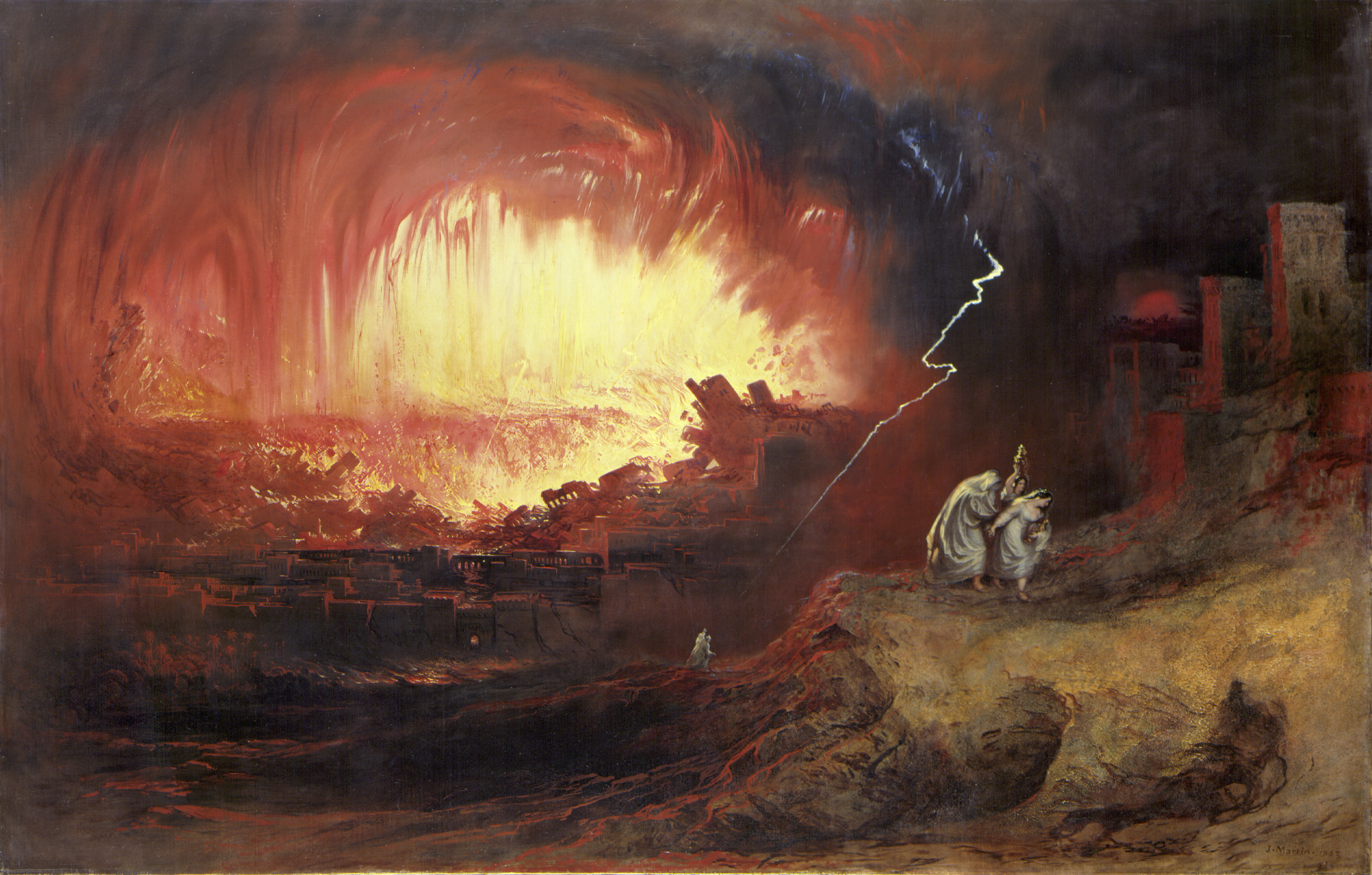
Zagłada Sodomy i Gomory, 1854

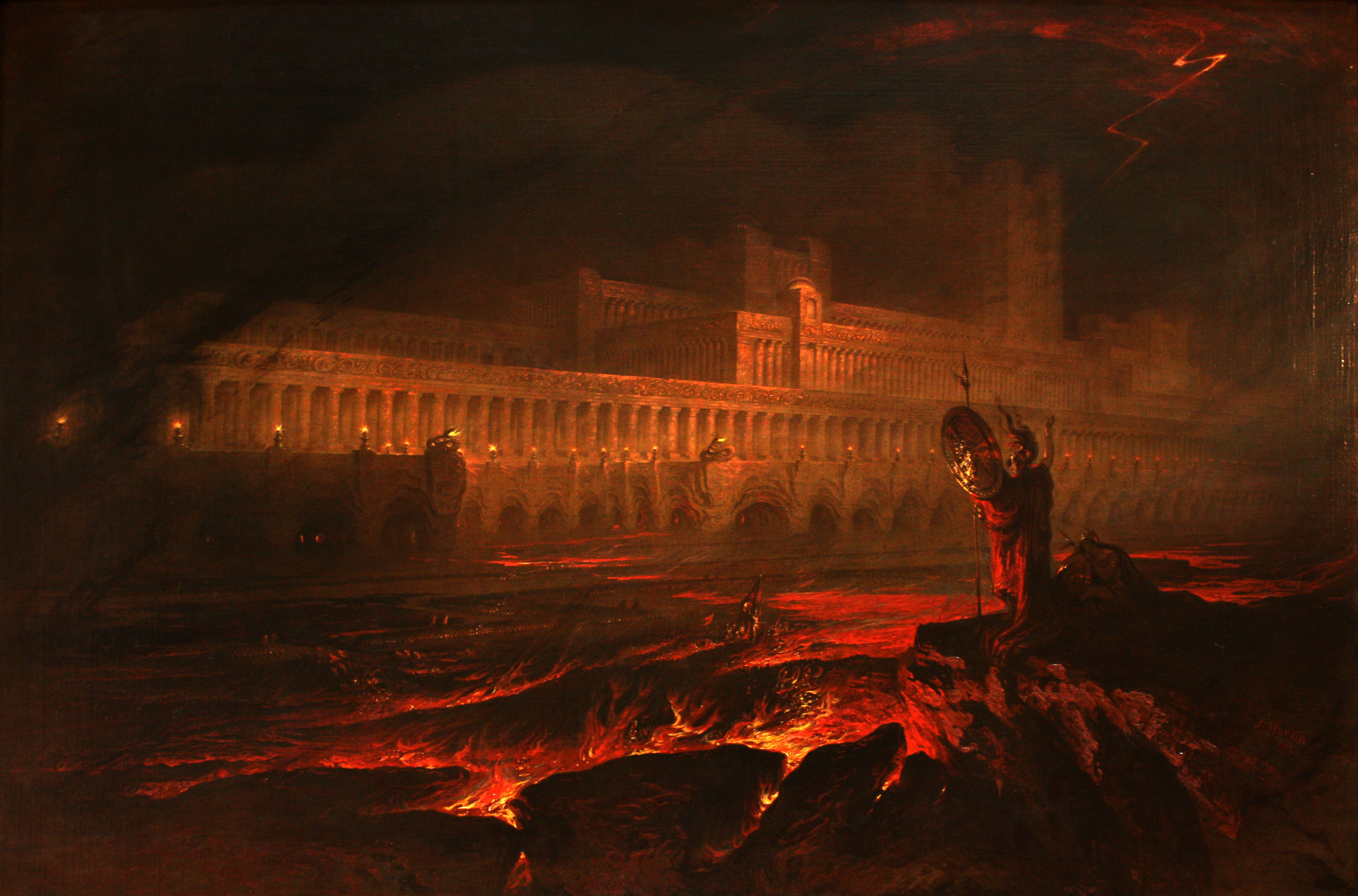
Pandemonium, 1841

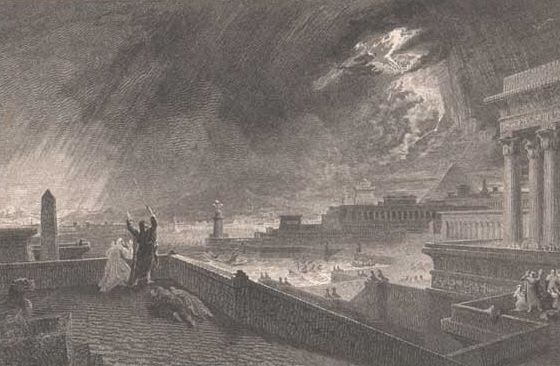
Siódma plaga egipska, rycina z 1828

Urodził się w rodzinie ubogich farmerów jako jedno z ich dwanaściorga dzieci. Początkowo kształcił się na malarza heraldycznego w Newcastle upon Tyne, w 1806 włoski malarz Bonifacio Musso zabrał go do Londynu. Dwa lata później ożenił się, zarabiał na życie wykonując akwarele i malując na szkle i porcelanie. W wolnych chwilach studiował perspektywę i architekturę.
Artysta debiutował w 1811 w Royal Academy obrazem Sadak in Search of the Waters of Oblivion, który został zakupiony za sumę 50 gwinei. Kolejne obrazy Expulsion (1813), Paradise (1813), Clytie (1814) i Joshua Commanding the Sun to Stand Still upon Gibeon (1816) ugruntowały jego pozycję w artystycznym środowisku Londynu. Wystawiony w 1821 Belshazzar’s Feast podzielił krytykę i był źródłem skrajnie zróżnicowanych opinii. Późniejsze prace Destruction of Herculaneum (1822), The Creation (1824) i Eve of the Deluge (1841) poświęcone były biblijnej tematyce tworzenia i niszczenia. Malarz rok przed śmiercią doznał wylewu i został sparaliżowany, zmarł na wyspie Man w 1854.
John Martin był również grawerem i twórcą rycin, które przynosiły mu zyski jeszcze większe niż obrazy. Wykonywał sporadycznie mezzotinty (m.in. cykl Characters of Trees w 1817) i ilustracje do książek np. do poematu epickiego Johna Miltona Raj utracony.
Martin odniósł znaczny sukces artystyczny i zdobył rozgłos również za granicą. Został odznaczony belgijskim Orderem Leopolda i członkiem tamtejszej Akademii. Natomiast Académie française uhonorowała go specjalnie wybitym medalem. Do wzrostu zainteresowania jego osobą przyczynił się niezrównoważony psychicznie brat Jonathan Martin (1782-1838), który 1 lutego 1829 podpalił gotycką katedrę York Minster w Yorku. Dzięki finansowej pomocy Johna, który wynajął adwokatów, uniknął kary śmierci spędzając resztę życia w zakładzie dla obłąkanych.
Po śmierci artysty jego twórczość została niemal całkowicie zapomniana, monumentalne i fantastyczne wizje stały się w epoce wiktoriańskiej przestarzałe i niemodne. Jednak zdaniem krytyków prace Martina miały znaczący wpływ na malarstwo panoramiczne i twórców dioram w drugiej połowie XIX w. Również prekursorzy kina epickiego m.in. D.W. Griffith poszukujący inspiracji w malarstwie, zetknęli się z jego obrazami. Malarz został ponownie odkryty dopiero w latach 50. XX stulecia, gdy wzrosło zainteresowanie jego sztuką. Największy zbiór obrazów Martina posiada muzeum Tate Britain w Londynie i Laing Art Gallery w Newcastle upon Tyne.
John Martin był przyjacielem pisarza i poety Edwina Atherstone’a. Niektóre jego prace były zainspirowane dziełami Atherstone’a, między innymi poematem
Ostatnie dni Herkulanum i eposem Upadek Niniwy.

## Dzieła
- Bard (1817), 127 × 102 cm, Yale Center for British Art, New Haven
- Makbet (ok. 1820), 86 × 65 cm, National Galleries of Scotland, Edynburg
- Ostatni człowiek (1849), Walker Art Galery, Liverpool
- Pandemonium (1841), 123 × 185 cm, Luwr, Paryż
- Pastwiska niebieskie (1852), 198,8 × 306,7 cm, Tate Gallery, Londyn
- Sadok szukający wód zapomnienia (1812), 183,2 × 131,1 cm, Saint Louis Art Museum
- Sąd Ostateczny (1853), 196,8 × 325,8 cm, Tate Gallery, Londyn
- Uczta Baltazara (1820), 95,3 × 120,6 cm, Yale Center for British Art, New Haven
- Wielki dzień Jego gniewu (1852), 196 × 303 cm, Tate Gallery, Londyn
- Wygnanie Adama i Ewy z Raju (1813), 112,3 × 77,2 cm, Laing Art Gallery, Newcastle upon Tyne
- Zagłada Sodomy i Gomory (1852), 212,3 × 136,3 cm, Laing Art Gallery, Newcastle upon Tyne
- Zapowiedź potopu (1840), 144,3 × 218,4 cm, The Royal Collection, Londyn
- Jozue rozkazujący zatrzymać się słońcu (1816), 63 × 76 cm, Ashmolean Museum, Oksford

### Literatura dodatkowa
- Marshall Hall, The Artists of Northumbria, wyd. Rev. and enl. ed, Bristol: Art Dictionaries, 2005, ISBN 0-9532609-9-2, OCLC 62101059. Brak numerów stron w książce
- Wood, Christopher. Victorian Painting. Boston, Little, Brown & Co., 1999. ISBN 0-8212-2326-7.